# Японська гвоздика

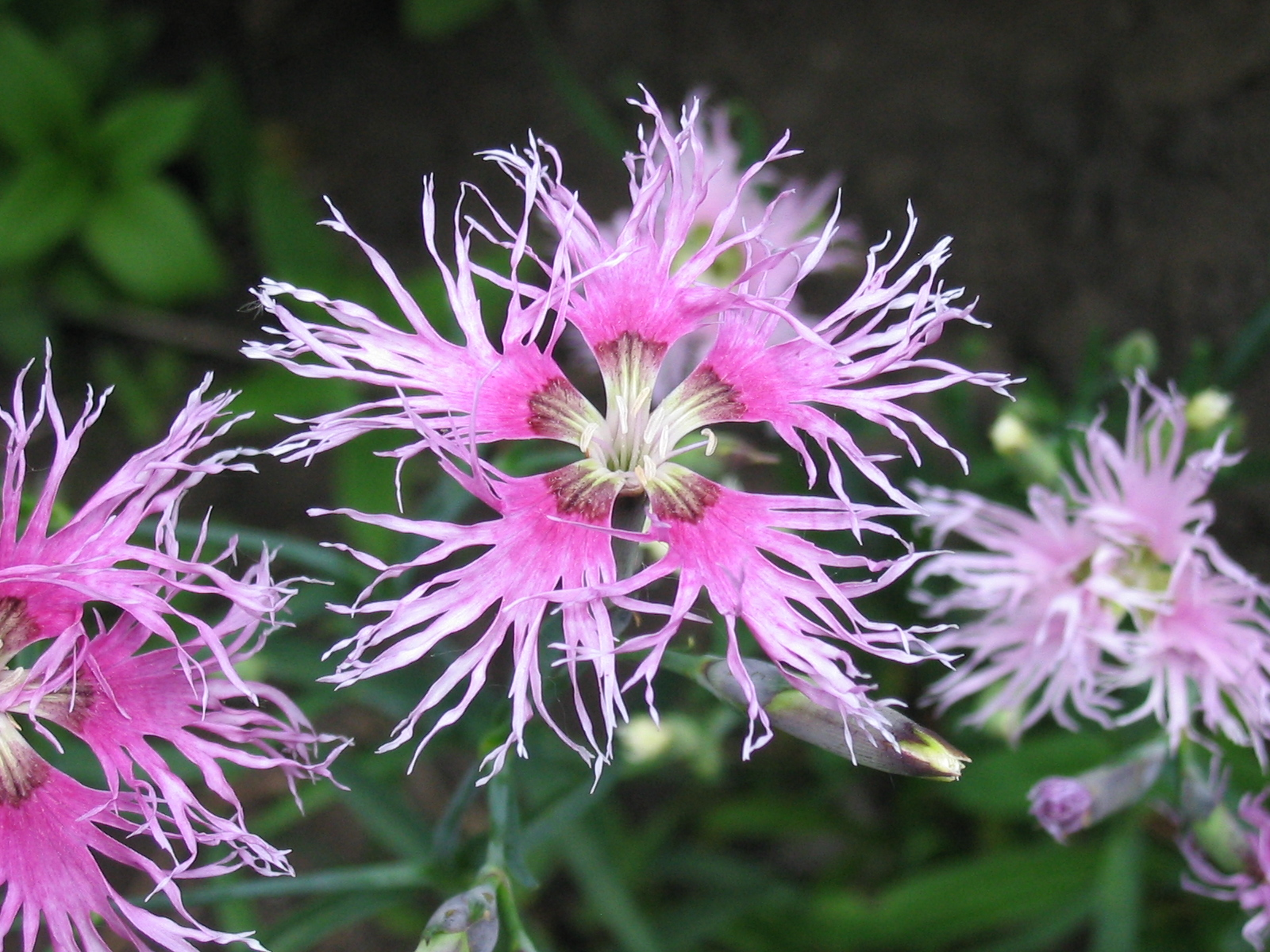
Надесіко (Dianthus superbus) — квітка з родини гвоздик

Японська гвоздика (яп. 大和撫子, やまとなでしこ) — ідіоматичний вираз в японській мові, що означає патріархальний ідеал жінки у традиційному японському суспільстві.

## Етимологія
Ідіома «Японська гвоздика» складається з ієрогліфів «ямато» (яп. 大和) та «надесіко» (яп. 抚子和, гвоздика пишна). «Ямато» у даному випадку означає японський дух чи націоналізм («дух Ямато»)[джерело?], тобто жінка повинна мати «японський дух», але зовні виглядати граціозною та тендітною, як квітка[джерело?].

## Коротка характеристика
Перекладають цей вислів по-різному: «японська жінка», «донька Японії», «ідеальна японська жінка», «квітка японської жіночності» і т. д. Під цими висловами мається на увазі, що така жінка понад усе повинна ставити інтереси сім'ї та в усіх питаннях віддавати лідерство представникам чоловічої статі. Її чесноти включають жіночність, вірність, мудрість, покірність та здібності до успішного ведення домашнього господарства. Жінка не повинна заперечувати чоловікові навіть у тому випадку, якщо він помиляється, а замість цього мудро і непомітно запобігти невірному вчинку з його боку.
У період Другої світової війни, ідеал ямато надесіко підтримувався військовою пропагандою: жінка цього типу також повинна була покірно зносити страждання та бідність разом зі своїм чоловіком (солдатом) та іншими жителями країни, завжди бути готова вступити в бій і у будь-який час померти заради держави або захищаючи свою цнотливість.